# 장시호
장시호(1979년 9월 27일~)는 한국동계스포츠영재센터의 사무국장이다. 개명 전의 이름은 장유진.
최순득의 딸로 박근혜-최순실 게이트에서 동계스포츠 이권에 개입한 것으로 검찰 조사 대상에 올랐으며 평창 동계 올림픽 개입 의혹을 받았다. 구치소 수감 중 2017년 1월 5일 최순실과 관련된 태블릿 컴퓨터를 박영수 특별검사팀에 제출하였고 5일 후 2017년 1월 10일 특검은 그 사실을 언론에 알렸는데, 장시호의 이런 행동에 대해 '죄수의 딜레마'의 예로 거론되었다. 또 이는 JTBC에서 발견한 '태블릿 컴퓨터'에 대한 증거능력에 대해 불신을 제기하는 상황에서 이루어진 일이라는 점에서도 의미가 있었다.

## 학력
- 서울압구정초등학교(졸업)
- 신사중학교(졸업)
- 현대고등학교(졸업)
- 연세대학교 스포츠레저학과(학사)

## 가족 관계
- 최태민(외조부)
- 최순득(어머니)
- 최순실(이모)
- 정유라(이종매)